# Cauro (piève)
Pour l’article homonyme, voir Cauro.
Cauro (en corse : Cavru /ˈkavru/) est une ancienne piève de Corse. Située dans le sud-ouest de l'île, elle relevait de la province d'Ajaccio sur le plan civil et du diocèse d'Ajaccio sur le plan religieux.

## Géographie

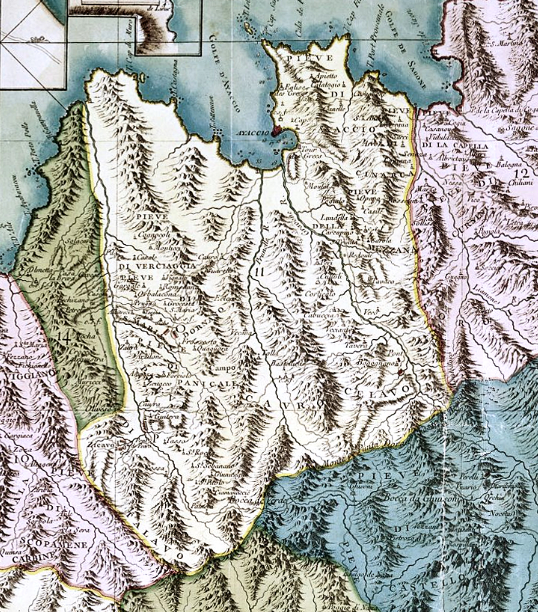
La piève de Cauro sur la Carte militaire de l'isle de Corse chez Le Rouge (A Paris) 1768

Cauro, devenue la pieve de Sampiero XVIIIe siècle, avait un territoire équivalent à celui de l'actuelle microrégion du Prunelli.
Au XVIe siècle, Cauvro était à la fois une pieve et une communauté, à une quinzaine de kilomètres (distance orthodromique) à l'est d'Ajaccio. Vers 1520, la pieve comptait environ 1 250 habitants. Elle avait pour lieux habités : Bastelica, le Dominicaggie, le Emportagie, la Statione, le Follagie, la Valle, Santo, la Castellagie, le Vassellagie, Cauro, Ecosa, la Suarella, la Casavecchia, lo Poggio, Tola, Ocana, lo Piglio, Chena, la Salvolaggia, Zizoli, Frasso.

 
Dans son Dialogo nominato Corsica, Mgr Giustiniani décrivait en 1531 : 

« la piève de Cauro, qui compte deux cent cinquante feux, répartis en vingt villages, et renferme le pays appelé Bastelica, situé à vingt milles de la côte. Bastelica renferme huit villages dans son district, avec un couvent de Frères Mineurs. Tout ce pays produit en abondance des céréales, des châtaignes et du bétail. Entre les deux pièves susdites, Celavo et Cauro, se trouve un magnifique territoire que les gens du voisinage appellent le Fiuminale di Celavo, où il y a de nombreux terrains bien cultivés. Le Celavo se jette dans la mer avec le Gavone. En inclinant un peu vers Cauro, on trouve la rivière de Prunello, qui prend sa source au milieu des Monts, dans une montagne appelée Punta d'Argento, descend par Bastelica, traverse Cauro et va se jeter dans la mer à un endroit appelé Capitello, où se trouve une tour, à un mille environ de l'embouchure du Gavone. »

— Agostino Giustiniani in Histoire de la Corse Tomes I, traduction de l'Abbé Letteron - p. 60
La communauté de Cavru était le centre de la piève éponyme, dans le préside de la cité génoise d'Ajaccio. Cauro en était la piévanie ; les seigneurs, comtes de Tralaveto, y demeuraient dans le château de la Rocca.
Dans son Esquisse géographique et historique de la Piève de Bastelica, D. Fumaroli de la Société des sciences historiques et naturelles de la Corse, écrit :
« Les villages qui composaient la piève étaient les suivants : Cavru, Exicha, Sovarella, Casevecchie, Salvolaggia, Frassu, Zizoli, Poggio, China, Giglio, Ocana, Tolla et Basteriga dont les différents hameaux s'appelaient : Dominicaggie, Emportaggie Stazzona, Folaccie, Valle, Santo, Castellaggie et Vassalaggie. Quelques-uns de ces hameaux n'existent plus aujourd'hui. »
En 1736, la piève comptait 643 feux ou familles avec 2 687 habitants ; en 1800, Bastelica avait 1 886 habitants, Tolla 484, Ocana363, Eccica-Suarella 457 et Cauro 398.
D. Fumaroli relate qu'un auteur inconnu, haut gradé dans l'armée française, en 1739 a écrit : « La piève de Cauro est une des meilleures de l'Isle : on y recueille des grains de toute sorte, du vin, des noix et des châtaignes ; elle abonde en bestiaux ; il y a de très gras et vastes pâturages où l'on fait des foins en assez grande quantité ; c'est presque le seul pays où l'on puisse nourrir les bestiaux en hiver. Nous en avons trouvé d'excellents et en abondance à Eccica-Suarella et à Bastelica. », et aussi qu'un Saggio storico imprimé à Venise en 1768 affirme que la piève de Cauro « è, in generale, la più feconda provincia del regno di Corsica » ».
Quant à l'abbé Accinelli, il en fait la description suivante au début du XVIIIe siècle : « Pieve di Cavro, che fà fuochi 250. con 1300.circa abitanti. Contiene questa Pieve 20.Ville, principali frà queste sono Cavro, Souarello, Eccica, Occana, Tolla, e Bastellica il principale de luoghi della Pieve lontano 20.miglia dal mare, ove sono alcuni pozzi in forma di stagni, in quali si pescano Trutte esquisitissime. Il Teritorio di questo suolo gira 8.miglia, et evvi un Convento di Frati minori di S.Francesco ».
Les pièves limitrophes de Cauro sont :

## Histoire
Au Xe siècle, un certain Arguto avait obtenu, grâce à des services signalés contre les Maures, le « fiuminale di Cauro », jusqu'au pont de la Pietra. Arguto, vaillant chevalier romain, porte-drapeau, ne se contenta pas de son lot ; il voulut aussi la Bastelicaccia. Pour s'en assurer la possession, il bâtit sur le mamelon au-dessus du col de la Seghia, le château de Tralaveto (ou Tralavento) qui signifie exposé à tous les vents.
En l'an 1.000 (?) le comte Forte de Cinarca maria son fils Antoine avec Bianca, fille du comte Arrigo Belmessere de Poggio-di-Venaco. Le comte Forte profita du séjour d'Arrigo Belmessere dans son château de Cinarca pour demander, en vain, que les terres de Tralaveto fussent attribuées à leurs anciens seigneurs. Le château de Tralaveto avait été bàti depuis plus de 140 ans ; il y avait prescription.
C'est dans la pieve de Cavru, au pont de la Pietra au-dessous des eaux du Prunelli, que fut tué Belmessere qui arrivait accompagné de ses sept enfants, tous en bas âge (des pullastroni, de gros poulets), et une suite formée d'une garde de 25 hommes à pied et 9 cavaliers.
Le territoire était alors sous la domination du comte Gavino Tralaveto qui disposait des châteaux de la Bastelicaccia (ou de Tralaveto) et de la Rocca. Tralaveto offrit sa soumission à la comtesse Ginepra, romaine de la famille des Torquati et l'épouse du comte Arrigo. (Dès 1260, l'histoire ne parlera plus des Tralavetani abaissés par le comte Giudice.)
- 1018 - le marquis de Massa de Maremma, envoyé en Corse par le pape Grégoire VI pour ramener la paix dans l'île, anéantit la puissance des Amondaschi et des Pinaschi, les Cortinchi. Il avait bâti le château de San Colombano dans la piève de Giussani, avant d'aller dans le Delà des Monts attaquer Cinarca. Après s'être rendu maître de Cinarca, il remit le château aux mains des gentilshommes de ce pays, et alla attaquer les Tralavetani à la Rocca de Cauro, dont il s'empara. Il se rendit maître enfin l'île tout entière.

Arriguccio Orecchiaritto et Rinieri Pazzo, fils de Guido frère de Guglielmo de Cinarca, essayèrent en vain de s'emparer du château de la Rocca entre les mains des Vallinchi et de Castelnovo . Après une longue lutte contre son frère, Rinieri resta maître de ce château, du pays de Celavo et de Cauro.
- 1124 - le pape Innocent II accorde trois diocèses de l'île (Accia, Mariana, e Nebbio) à Gênes, et les trois autres à Pise (Ajaccio, Aléria et Sagone).
- 1250 - Domptés par Giudice, les Tralavetani à Cauro et les Salaschi à Celavo, ne portèrent plus jamais le titre de seigneurs.
- 1259 - Giudice fit la paix avec Rinieri, et tout en maintenant son autorité sur les pays de Cauro et de Celavo, il les lui donna comme dot d'une de ses filles qu'il lui fit épouser.
- 1289 - 24 mai, Rinieri et Guglielmo de Cinarca — Giovanni et Ladroncello Riccio ; Guido, Guglielmo et Ugolino, seigneurs della Rocca de Cauro, tous Tralavetani, prêtèrent serment de fidélité à Luchetto d'Oria (ou Doria), envoyé en Corse avec le titre de vicaire général de la Commune de Gênes.

Lupo d'Ornano, neveu de Giudice, inquiéta Rinieri à Cauro et devint ainsi seigneur de Cauro et de Celavo. Peu de temps après, il meurt dans un engagement contre les bâtards de Giudice.
- 1354 - Nicolao, fils de Orlando et neveu de Ghilfuccio d'Ornano, eut dans le partage un tiers du territoire d'Ornano, de Talabo, de Cauro et de Celavo, et se fixa à Ornano.
- 1359 - un soulèvement du peuple, appelé plus tard le temps de la Commune, conduit par Sambucucciu d'Alandu, de la piève de Bozio, entraîna la destruction de la plupart des châteaux, à l'exception de Calvi, de Bonifacio, de Biguglia, de Cinarca, de Nonza et de San Colombano.
- 1426 - Le Comte Vincentello d'Istria, alors seigneur de la Corse, contraignit à capituler dans Cinarca Carlo d'Ornano qui n'eut plus de seigneurie.
- 1430 - Durant la guerre que se livraient le comte et les deux bannis, Rinuccio di Leca et Polo Della Rocca, alliés au gouverneur général Simone Da Mare, Carlo d'Ornano avait enlevé Ornano à la garnison du Comte, et avait commencé à se fortifier dans ce château. Mais le Comte enleva Ornano dont il confia la garde à Piero de Bozi. Carlo d'Ornano garda Cauro, Celavo et Querco.
- 1433 - En raison d'un acte de violence qui indigna la population, le comte eut à nouveau à combattre Simone Da Mare à la tête de tous les caporaux du Deçà des Monts. Simone entra en possession de Biguglia, le bourg puis le château, bloqua Bastia. Son fils Carlo entra dans le Delà des Monts. Tous les gens de Cinarca se soumirent à lui. Néanmoins il laissa Rinuccio di Leca dans sa seigneurie de la piève de Vico ; Carlo d'Ornano garda Cauro, Celavo et Querco, et Polo Della Rocca le pays compris entre Querco et Bonifacio. Il resserra Vincentello dans Cinarca. Profitant des troubles, Carlo d'Ornano se fortifia à la Rocca de Cauro et à Orese.
- 1445 - Giacomo de Gaeta, évêque de Potenza, le nouveau commissaire arrive en Corse. Refusant le salaire que réclamaient les caporaux, ceux-ci appelèrent Rinuccio di Leca pour se mettre à leur tête. Reconnu pour leur seigneur et leur chef, Rinuccio franchit les Monts avec de nombreux partisans, arriva à Corte, où il occupa le château. Rinuccio perdit la vie dans une escarmouche en assiégeant Biguglia. Sa mort découragea les caporaux qui l'accompagnaient ; ils retournèrent dans leurs pays. Lassées et abattues par les troubles continuels que les caporaux excitaient chaque jour, les populations élurent pour leur Vicaire Mariano de Gaggio, Cortinco. Mariano se mit en campagne contre les caporaux ; il fit raser toutes leurs maisons et leurs tours. Il fit demander au pape la permission d'enlever aux caporaux le château de Corte, ce qui lui fut refusé.

Après avoir été chassé de Corte, le comte Ghilfuccio d'Istria dit « Giudice », père de Vincentello d'Istria, avait passé en Sardaigne, où il était resté quelques mois ; il rentra en Corse avec soixante Biscayens, et débarqua sur le territoire de Cinarca ; Raffaello di Leca voulut lui tenir tête, mais il fut battu. Enfin, à la suite de nombreux engagements, il céda des territoires. Ornano, Talavo et Cauro restèrent aux familles d'Ornano, de Bozi et de Loppio.
- 1454 - Raffaello se mit en marche avec l'intention d'aller également se fortifier à Leca. Mais Vincentello et les autres capitaines génois avaient épié ses mouvements ; au moment où il passait par Bastelica, ils l'attaquèrent et le défirent.
- 1456 - Les Protecteurs de Saint Georges voulurent réduire des châteaux de Baricini et de Leca. Antonio Calvo chargé de la mission, réunit un corps de six cents hommes ; il enleva ces deux places.
- 1462 - Une convention passée à Pise entre les seigneurs de Cinarca, énonçait que, « la Corse recouvrée, chacun rentrerait dans sa seigneurie légitime et que le surplus des conquêtes serait partagé entre eux ». Entre autres, la seigneurie de Cauro, Talabo et Ornano fut ainsi partagée entre Francesco et Orlando d'Ornano.
- 1769 - L’île passe sous administration militaire française. Les délégués bastelicais ne voulaient plus de l'ancienne appellation : piève de Cauro, amenant le général Paoli à intervenir et leur dire : « Sampiero nacque e mori nel vostro cantone e illustrò la Corsica co la sua virtù e questo toglierà le contese ». C'est donc Paoli qui a proposé de nommer notre canton : Sampiero[5].
- 1790 - les anciennes communautés ou paroisses deviennent communes. La pieve de Sampiero devient le canton de Bastelica.

### Piève judiciaire
Au début du XVIIIe siècle, avant les événements qui, dès 1729, agitèrent cette région pendant la grande révolte des Corses contre Gênes, la pieve de Cauro relevait de la juridiction génoise d'Ajaccio. Celle-ci comptait 19 123 habitants et couvrait 8 pievi et un fief :
- Aiaccio, e Borgo 3000. Alata 310. Apietto 438.
- Pieve della Mezzana : Carcopino 154. Sarola 261. Opapo, e Pogiale 124. Suari, Casanova, e Lundella 115.
- Pieve di Ginarca : Ambiegna 98. Arro 87. Calcatogio 323. S. Andrea, e Cannelle 194. Sarri 384. Casaglione 119. Lopigna 116.
- Pieve di Ornano : S.M.a d’Ornano, e Sichè 287. Urbalacone 178. Grossetto, e Prugna 388. Zigliara 210. Arzilone, et Ampasa 154. Quasquara 224. Arbitreccio 315. Pila, e Canale 360. Cardo, e Torgia 117.
- Capella delle Peri : Peri 430. Salasca, Cottoli, e Corticato 503.
- Pieve di Celavo : Occhiani 428. Carbuccia 137. Bogognani 1130.Tavera 485. Vero 198. Tavvaco 78.
- Pieve di Cavro : Cavro 309. Souarella, et Eccica 331. Occana 265. Tolla 287. Bastellica 1103.
- Pieve di Talavo : Zevaco 275. Corrà 216. Ziccavo 2275. Ciamanaccie 599. Guitera 147. Palneca 233. S.Paulo, e Giuvicaccio 160. Tasso 216. Cozzà 275.
- Feudo d’Istria : Olmetto 1049. Sollacarò, e Calvese 445. Casalabriva 208. Petreto, e Bechisano 557. Mocà, Crocci 457. Argiustra, e Muricci 169. Ollivese 264.

### Piève religieuse
Religieusement, Cauro était rattachées au diocèse d'Ajaccio. Au XVe siècle,

« L'évêché d'Ajaccio qui a un revenu de mille ducats comprend douze pièves : Ajaccio, Apietto, la Mezzana, Celavo, Cauro, Ornano, Talabo, Cruscaglia, Veggeni, Valle, Attallà et Sartene »

— Mgr Giustiniani in Dialogo nominato Corsica, traduction Lucien Auguste Letteron in Histoire de la Corse, Description de la Corse - Tome I, p. 83
Au XVIIIe siècle, « Il Vescovato di Aiaccio, che rende da Scuti 1000 oro : cioè L.9000. : hà la cura di 12 Pievi, Celavo, et in Cavro, Ornano, Talavo, Istria, Viggiano, Atalà, e Scopamene, con quasi tutto il di là da monti. hà detto Vescovato in la sua Diocesi 65 Parochie la sua Cattedrale è dedicata à S.Maria Assonta et è suffraganeo di Pisa - Francesco Maria Accinelli ».

#### La piévanie
La communauté de Cauro était le centre de la piève au Moyen Âge.